# The Keys
The Keys fue una banda londinense de rock formada a finales de los 70's. Solo hicieron seis sencillos y un LP, "The Keys Album" (el cual fracaso comercialmente), con Joe Jackson en producción en 1981. Banda de culto para amantes del Power Pop.

## Discografía
- 1981 Keys album

## Sencillos
1980:
- "Just a camera," UK

1981:
- "One good reason," UK
- "I don't wanna cry," UK
- "Greasy money," UK

1982:
- "Suspicious," UK
- "Runaway," UK